# El marciano
El marciano (título original en inglés: The Martian) es la novela debut del escritor estadounidense Andy Weir. Fue originalmente autopublicada en 2011, tras lo cual Crown Publishing adquirió los derechos reeditándola en 2014. Novela de ciencia ficción, la historia sigue a un astronauta estadounidense, Mark Watney, que queda varado solo en Marte, debiendo improvisar con el fin de sobrevivir. Se ha descrito como una mezcla entre Apolo 13 y Náufrago. Su adaptación cinematográfica, The Martian, dirigida por Ridley Scott y protagonizada por Matt Damon, fue estrenada el 2 de octubre de 2015 en Estados Unidos.

## Argumento
Seis días atrás el astronauta Mark Watney se convirtió en uno de los primeros hombres en caminar por la superficie de Marte. Ahora está seguro de que será el primer hombre en morir allí. La tripulación de la nave en que viajaba se ve obligada a evacuar el planeta a causa de una tormenta de polvo, dejando atrás a Mark tras darlo por muerto. Pero él está vivo, y atrapado a millones de kilómetros de cualquier ser humano, sin posibilidad de enviar señales a la Tierra. De todos modos, si lograra establecer conexión, moriría mucho antes de que el rescate llegara.
Sin embargo, Mark no se da por vencido; armado con su ingenio, sus habilidades y sus conocimientos sobre botánica, se enfrentará a obstáculos aparentemente insuperables.
Por suerte, el sentido del humor resultará ser su mayor fuente de fuerza. Obstinado en seguir con vida, ideará un plan absolutamente demencial para ponerse en contacto con la NASA.

## Adaptación cinematográfica
En octubre de 2015 fue estrenada su correspondiente adaptación cinematográfica, The Martian, dirigida por Ridley Scott y escrita por Drew Goddard.